# Cody Fern
Cody Fern est un acteur australien, né le 6 juillet 1988 à Southern Cross en Australie-Occidentale.
Il est surtout connu pour ses rôles dans les séries The Assassination of Gianni Versace: American Crime Story et American Horror Story: Apocalypse.

## Biographie
Il est né à Southern Cross, dans l'ouest de l'Australie. Il a fréquenté le Merredin College en internat, et est diplômé de l'université Curtin avec un baccalauréat spécialisé en commerce en 2009.

## Carrière
En 2011, Fern a interprété le rôle de Romeo dans la production Roméo et Juliette, Lindsay dans Jandamarra de la compagnie Black Swan Theatre Company, et le comte de Southampton dans la production The Enchanters au State Theatre of Western Australia. Il est apparu dans un certain nombre de courts métrages, dont Still Take You Home (2010), primé au Western Australian Screen Award, et The Last Time I Saw Richard (2014).
Fern a suivi une formation auprès de coachs d'acteurs, dont Ellen Burstyn, Larry Moss et Susan Batson. Il a interprété le rôle principal d'Albert dans la production War Horse du Théâtre national de Grande-Bretagne, qui a reçu un accueil critique favorable.
En 2014, Fern a remporté la bourse Heath Ledger.
En 2017, il écrit, réalise et joue dans le court métrage Pisces aux côtés de Keir Gilchrist.
En 2018, Fern a fait ses débuts à la télévision dans la série d'anthologie The Assassination of Gianni Versace: American Crime Story dans le rôle de David Madson. Il rejoint ensuite le casting de la huitième saison d'American Horror Story intitulée Apocalypse. Il y interprète le rôle de l'Antéchrist Michael Langdon.
Il est annoncé comme personnage régulier de la sixième et dernière saison de House of Cards, dont la diffusion est prévue dès novembre 2018.

## Filmographie

### Cinéma
- 2008 : Hole in the Ground de Kenta McGrath : Zach (court-métrage)
- 2010 : Still Take You Home de Luke Kimble Williams : Milk (court-métrage)
- 2010 : Drawn Home de Aidan Edwards : Steve (court-métrage)
- 2014 : The Last Time I Saw Richard de Nicholas Verso : Richard (court-métrage)
- 2017 : The Tribes of Palos Verdes de Brendan Malloy et Emmett Malloy : Jim Mason (court-métrage)
- 2017 : Pisces de lui-même : Charlie (court-métrage)
- 2018 : La Grande Noirceur de Maxime Giroux : un vendeur ambulant
- 2022 : Père Stu : un héros pas comme les autres (Father Stu) de Rosalind Ross : Jacob
- 2023 : Fairyland d'Andrew Durham : Eddie

### Télévision
- 2014 : Christmas Eve, 1914 (téléfilm) : Arnold Chapman
- 2018 : The Assassination of Gianni Versace: American Crime Story de Scott Alexander, Larry Karaszewski et Tom Rob Smith : David Madson (4 épisodes)
- 2018 : American Horror Story : Apocalypse de Brad Falchuk et Ryan Murphy : Michael Langdon (9 épisodes)
- 2018 : House of Cards d'Alik Sakharov : Duncan Shepherd (6 épisodes).
- 2019 : American Horror Story: 1984 de Brad Falchuk et Ryan Murphy : Xavier Plympton (9 épisodes)
- 2021-2022 : American Horror Stories de Brad Falchuk et Ryan Murphy : Stan Vogel (saison 1, épisode 6) / Thomas Browne (saison 2, épisode 4)
- 2021 : American Horror Story: Double Feature de Brad Falchuk et Ryan Murphy : Valiant Thor (deuxième partie, 2 épisodes)
- 2025 : Foundation de David S. Goyer et Josh Friedman : Toran Mallow (saison 3)

## Jeux vidéo
- 2023 : Star Wars Jedi: Survivor de Stig Asmussen : Dagan Gera

## Distinctions

### Récompenses
- 2018 : Gold Derby Awards du meilleur acteur dans un second rôle dans une mini-série ou un téléfilm pour The Assassination of Gianni Versace: American Crime Story (2018).
- 2018 : International Online Cinema Awards du meilleur acteur dans un second rôle dans une mini-série ou un téléfilm pour The Assassination of Gianni Versace: American Crime Story (2018).
- 23e cérémonie des Satellite Awards 2019 : Meilleure distribution dans une mini-série ou un téléfilm pour The Assassination of Gianni Versace: American Crime Story (2018) partagé avec Darren Criss, Edgar Ramírez, Ricky Martin, Penélope Cruz et Finn Wittrock

### Nominations
- 2016 : Audie Award for Audio Drama du meilleur téléfilm dramatique pour Christmas Eve, 1914 (2016).
- Gold Derby Awards 2018 :
  - Meilleure distribution de l’année dans une mini-série où un téléfilm pour The Assassination of Gianni Versace: American Crime Story (2017) partagé avec Joanna Adler, Annaleigh Ashford, Jon Jon Briones, Darren Criss, Penélope Cruz, Mike Farrell, Jay R. Ferguson, Max Greenfield, Judith Light, Ricky Martin, Dascha Polanco, Edgar Ramírez et Finn Wittrock.
  - Meilleure révélation masculine de l'année dans une mini-série ou un téléfilm pour The Assassination of Gianni Versace: American Crime Story (2017).
- 2018 : Online Film & Television Association Awards du meilleur acteur dans un second rôle dans une mini-série ou un téléfilm pour The Assassination of Gianni Versace: American Crime Story (2017).
- 2019 : Gold Derby Awards du meilleur acteur de la décade dans un second rôle dans une mini-série ou un téléfilm pour The Assassination of Gianni Versace: American Crime Story (2017).